# Hemithyrsocera biguttata
Hemithyrsocera biguttata är en kackerlacksart som först beskrevs av Hanitsch 1936.  Hemithyrsocera biguttata ingår i släktet Hemithyrsocera och familjen småkackerlackor. Inga underarter finns listade i Catalogue of Life.